# Vanderbilt Avenue

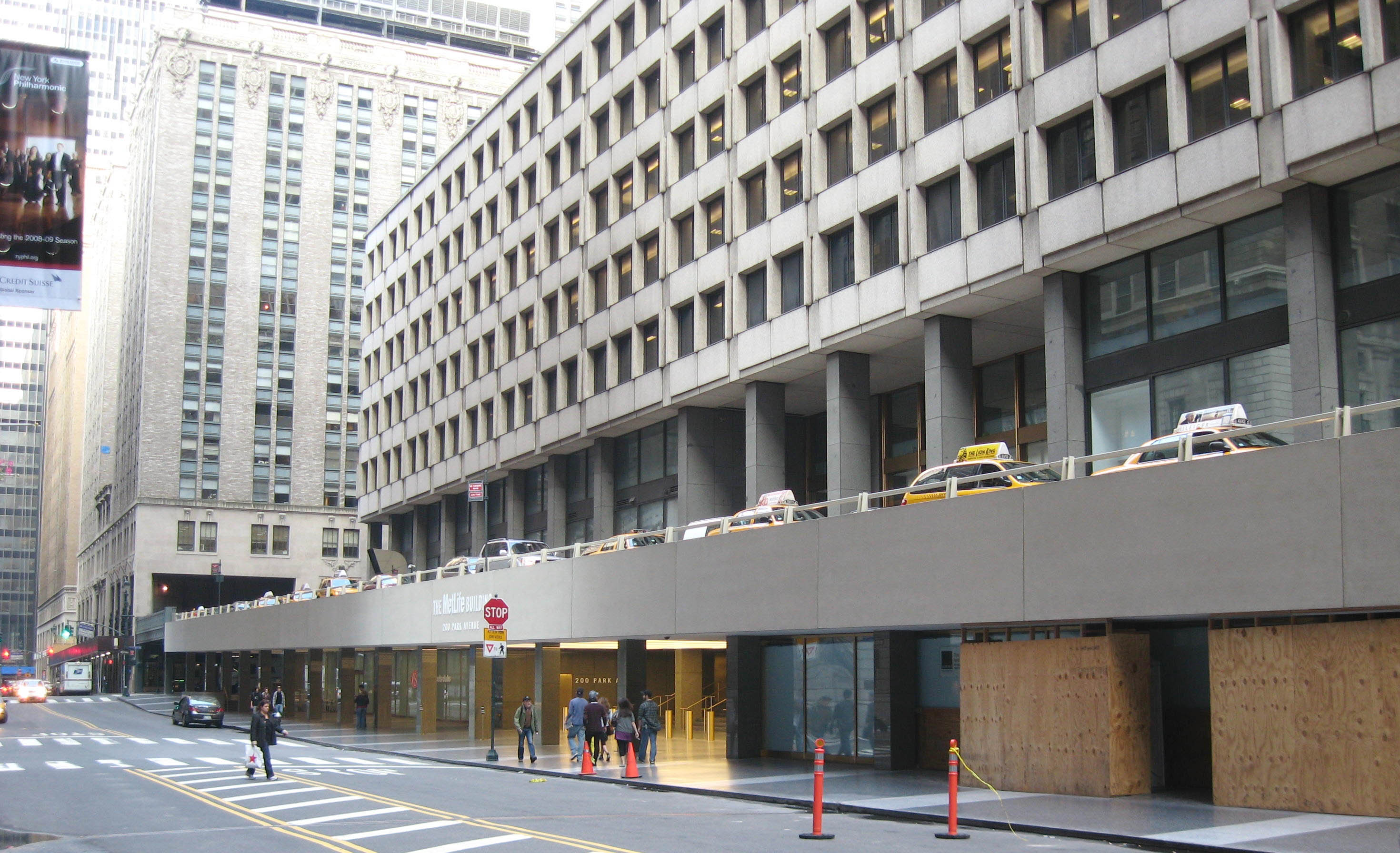
Vanderbilt Avenue – Blick nach Nordosten mit dem Park Avenue-Viadukt

Vanderbilt Avenue ist der Straßenname einer 160 Meter langen Straße in Midtown Manhattan.

## Allgemeines
Die Vanderbilt Avenue ist benannt nach Cornelius Vanderbilt, dem Bauherrn des nahegelegenen Grand Central Terminal. Sie wurde in den späten 1860er Jahren erbaut und verlief damals zwischen der 42nd und 49th Street. Heute ist die Vanderbilt Avenue die kürzeste Avenue in New York City. 

## Lage
In New York City sind die meisten Avenues und Streets durchnummeriert, eine der wenigen Ausnahmen bildet die Vanderbilt Avenue. Wie alle Avenues in Manhattan, verläuft auch die Vanderbilt Avenue in Nord-Süd-Richtung. Im Jahre 1960 wurde sie wegen der Errichtung der Gebäude 270 Park Avenue und 280 Park Avenue verkürzt und verläuft nunmehr zwischen 43rd und 47th Street zwischen Park Avenue und Madison Avenue. Die Vanderbilt Avenue liegt im Schachbrettmuster (englisch grid pattern) zwischen den nummerierten Avenues der Third Avenue im Osten und der Fifth Avenue im Westen.

## Bedeutende Gebäude

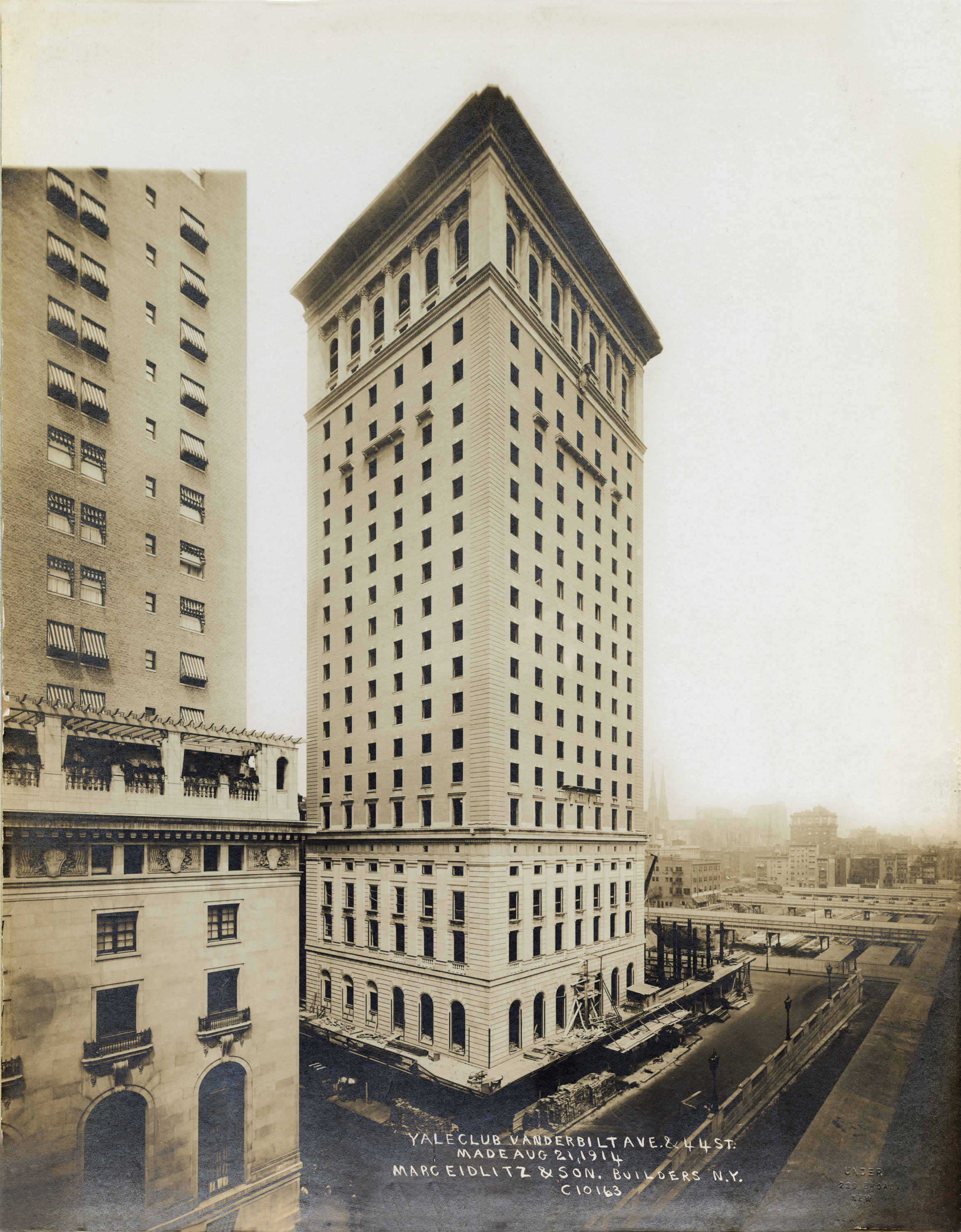
Der Yale Club – Vanderbilt Avenue/Ecke 44. Straße im August 1914
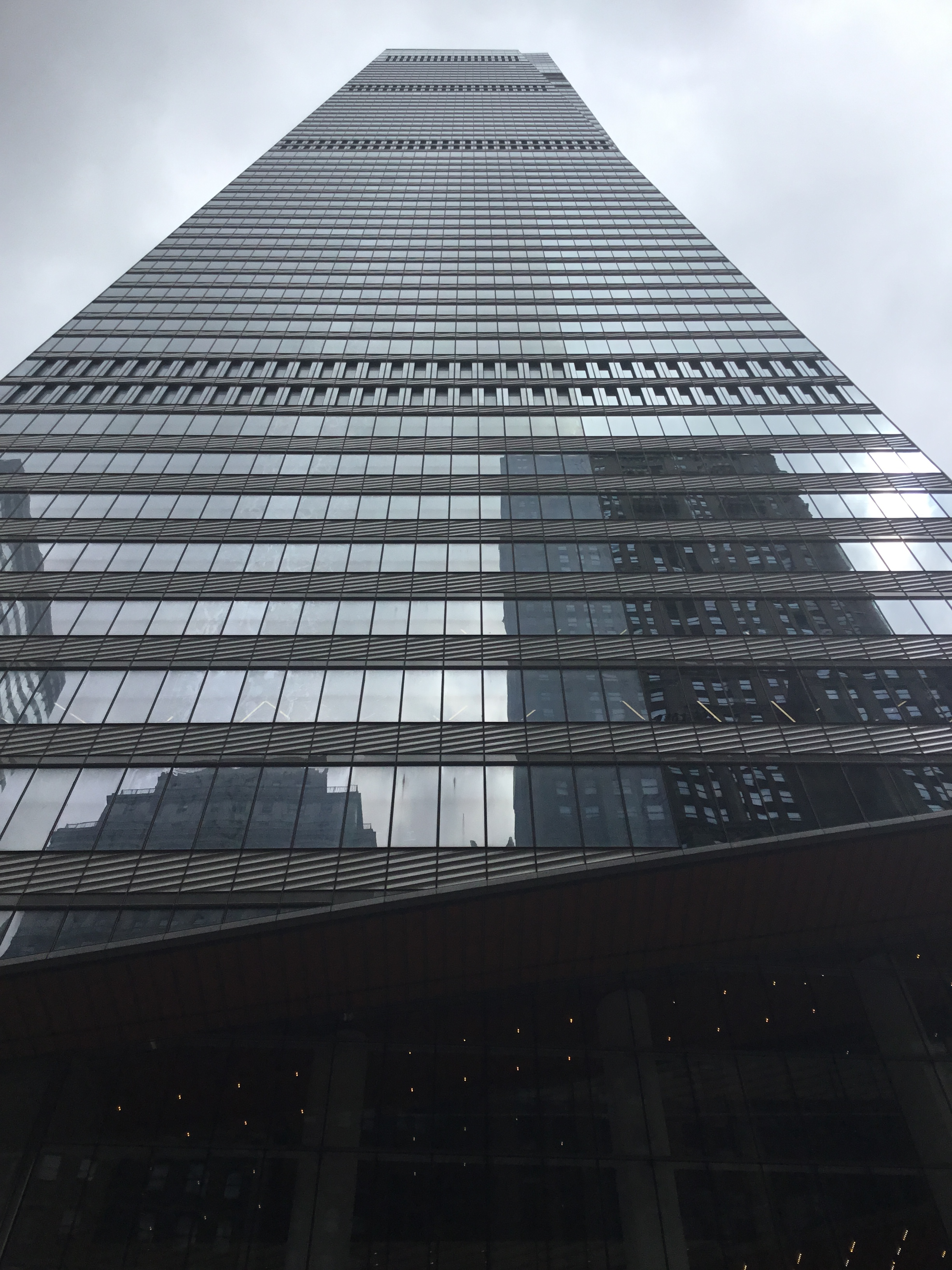
One Vanderbilt – eigentlich 51 East 42nd Street

Nach der Straße benannt ist das One Vanderbilt, dessen Adresse jedoch „51 East 42nd Street“ lautet. Es ist mit (Stand August 2024) 427 Metern der vierthöchste Wolkenkratzer in New York City. Das Clubhaus Yale Club of New York (Ecke East 44th Street) gilt als weltweit größtes, der Think Tank des Manhattan Institute for Policy Research liegt an derselben Kreuzung, in 52 Vanderbilt Avenue steht das 79 Meter hohe Gebäude der „Manhattan Savings Bank“ aus 1914. Im Januar 1913 eröffnete das 98 Meter hohe Biltmore Hotel zwischen 43rd und 44th Street, das im August 1981 schloss. Das im Dezember 2020 geschlossene Roosevelt Hotel liegt zwischen der 45th und 46th Street.
Unter der Avenue befindet sich zum Teil der 2023 in Betrieb genommene, 43 Meter tief gelegene Tunnelbahnhof Grand Central Madison.
Der neoklassische Baustil des Grand Central Terminal findet sich beim Yale Club und Roosevelt Hotel wieder.
Die im April 1850 gegründete Manhattan Savings Bank (52-58 Vanderbilt Ave) beendete im Mai 1990 ihren Betrieb. Das 1916 fertiggestellte Gebäude  erreichte eine Höhe von 68 Metern. Im Januar 1920 fand hier ein Banküberfall statt, der jedoch fehlschlug, weil das bewaffnete Bankpersonal das Feuer eröffnete und den Täter bis zu seiner Festnahme aufhalten konnte.

## Sonstiges
Weitere Vanderbilt Avenues gibt es in New York City in den Stadtbezirken Brooklyn und Staten Island.